# Proceratophrys gladius
Proceratophrys gladius é uma espécie de anfíbio da família Odontophrynidae. Endêmica do Brasil, pode ser encontrada na Serra do Mar no município de São José do Barreiro, no estado de São Paulo.